# Manettia modica
Manettia modica är en måreväxtart som beskrevs av Paul Carpenter Standley. Manettia modica ingår i släktet Manettia och familjen måreväxter.
Artens utbredningsområde är Peru. Inga underarter finns listade i Catalogue of Life.